# Xestia c-nigrum
Xestia c-nigrum, ili sovica ce, je vrsta noćnog leptira (moljca) iz porodice sovica (Noctuidae).

## Rasprostranjenje, stanište i biljka hraniteljka
je jedna od najčešćih sovica. Rasprostranjenje obuhvata Severnu Afriku, Evropu, Aziju i Severnu Ameriku. Nije zavisna od specifičnih uslova pa se može naći na brojnim otvorenim staništima poput livada, proplanaka i čistina do većih nadmorskih visina, rubovima šuma, pored puteva, u suburbanim i urbanim područjima. Hrani se polifagno na velikom broju zeljastih biljaka, naročito iz porodice Asteraceae (glavočike).

## Opis vrste
U zavisnosti od geografskog područja, ima dve ili više generacija. Adulte privlači nektar, šećerni rastvori i veštačko osvetljenje. Sreću se od početka leta do rane jeseni. Stadijum koji prezimljava je gusenica na polovini svog razvojnog puta. Iako se mogu pronaći i tokom leta, najčešći su susreti u jesenjim mesecima. Jaja su bela, spljoštena i sa radijalnim usecima, položena često u manjim grupama na biljku hraniteljku. Gusenice u ranijim stupnjevima su zelenog integumenta, bele mediodorzalne, subdorzalnih i lateralnih linija. Dorzum je tamniji od ventruma i nema specifičnih markacija. Telo gusenice je tipično za sovice, integument gladak, i kaudalni deo širi od glavenog i torakalnog. Glava je svetlo zelene ili svetlo narandžaste boje. U četvrtom i petom stupnju gusenica je svetlo mrka, a dorzum  kaudalno markiran crnim crticama koje su najšire na osmom abdominalnom segmentu. Glavena kapsula je svetlo narandžasta sa crnim unutrašnjim rubovima.U predelu spirakuluma pruža se jarko narandžasta linija. Lutka je glatka i jasno smeđe boje. Izgled adulta ne odstupa od izgleda tipičnog za sovice, raspon krila je oko 40mm. Prednja krila su crvenkasto smeđa, specifično markirana crnom bojom, dok su donja krila svetlije boje.

## Galerija
- Gusenica vrste Xestia c-nigrum, novembar

## Literatura
- Chinery, Michael. Collins Guide to the Insects of Britain and Western Europe 1986 (Reprinted 1991)
- Skinner, Bernard. Colour Identification Guide to Moths of the British Isles 1984

## Spoljašnje veze
- Savela, Markku. „Xestia c-nigrum (Linnaeus, 1758)”. Lepidoptera and Some Other Life Forms. Приступљено 22. 1. 2019.